# Belles Familles
Pour les articles homonymes, voir Belle famille.
Pour plus de détails, voir Fiche technique et Distribution.
Belles Familles est un film français réalisé par Jean-Paul Rappeneau, présenté au Festival du film francophone d'Angoulême en août 2015 et sorti en octobre 2015.

## Synopsis
Jérôme Varenne, un homme d'affaires, vit à Shanghai depuis plus de dix ans. Devant se rendre en voyage d'affaires à Londres en compagnie de sa fiancée et associée Chen-Lin, il profite de son passage en Europe pour voir sa famille à Paris. Lors d'un dîner catastrophique avec sa mère et son frère, il apprend que la belle demeure de son enfance située en province n'est toujours pas vendue et que le promoteur qui l'a rachetée, un copain d'enfance Grégoire Piaggi, s'en dispute la propriété avec la mairie. Il décide de se rendre sur place, laissant sa fiancée partir seule à Londres. C'est ainsi qu'il retrouve Grégoire et fait la connaissance de la belle-fille de son père, la jeune, jolie et très impulsive Louise et de sa mère Florence avec qui son père a passé les dernières années de sa vie.

## Fiche technique
- Titre original : Belles Familles
- Titre international : Families
- Réalisation : Jean-Paul Rappeneau
- Scénario : Philippe Le Guay, Jean-Paul Rappeneau, Julien Rappeneau
- Directeur de la photographie : Thierry Arbogast
- Musique : Martin Rappeneau
- Montage : Véronique Lange
- Décors : Arnaud de Moléron
- Costumes : Camille Janbon
- Casting : Antoinette Boulat
- Musiques additionnelles : divers extraits, enchaînés, tirés du premier mouvement du Concerto pour piano en la mineur de Robert Schumann ; extrait d’Hippolyte et Aricie, tragédie lyrique de Jean-Philippe Rameau ; extrait des Études pour piano, op. 10, de Frédéric Chopin ; etc.
- Production : Laurent Pétin, Michèle Pétin
- Sociétés de production et de distribution : ARP Sélection
- Format : Technicolor - 2,35:1 - son  Dolby Digital
- Pays d'origine :  France
- Genre : comédie dramatique
- Durée : 113 minutes
- Langues : français, anglais, mandarin
- Budget : 8 millions €
- Dates de sortie : 
  -  France : 25 août 2015 (Festival du film francophone d'Angoulême)
  -  France et  Belgique : 14 octobre 2015

## Distribution
- Mathieu Amalric : Jérôme Varenne
- Marine Vacth : Louise Deffe

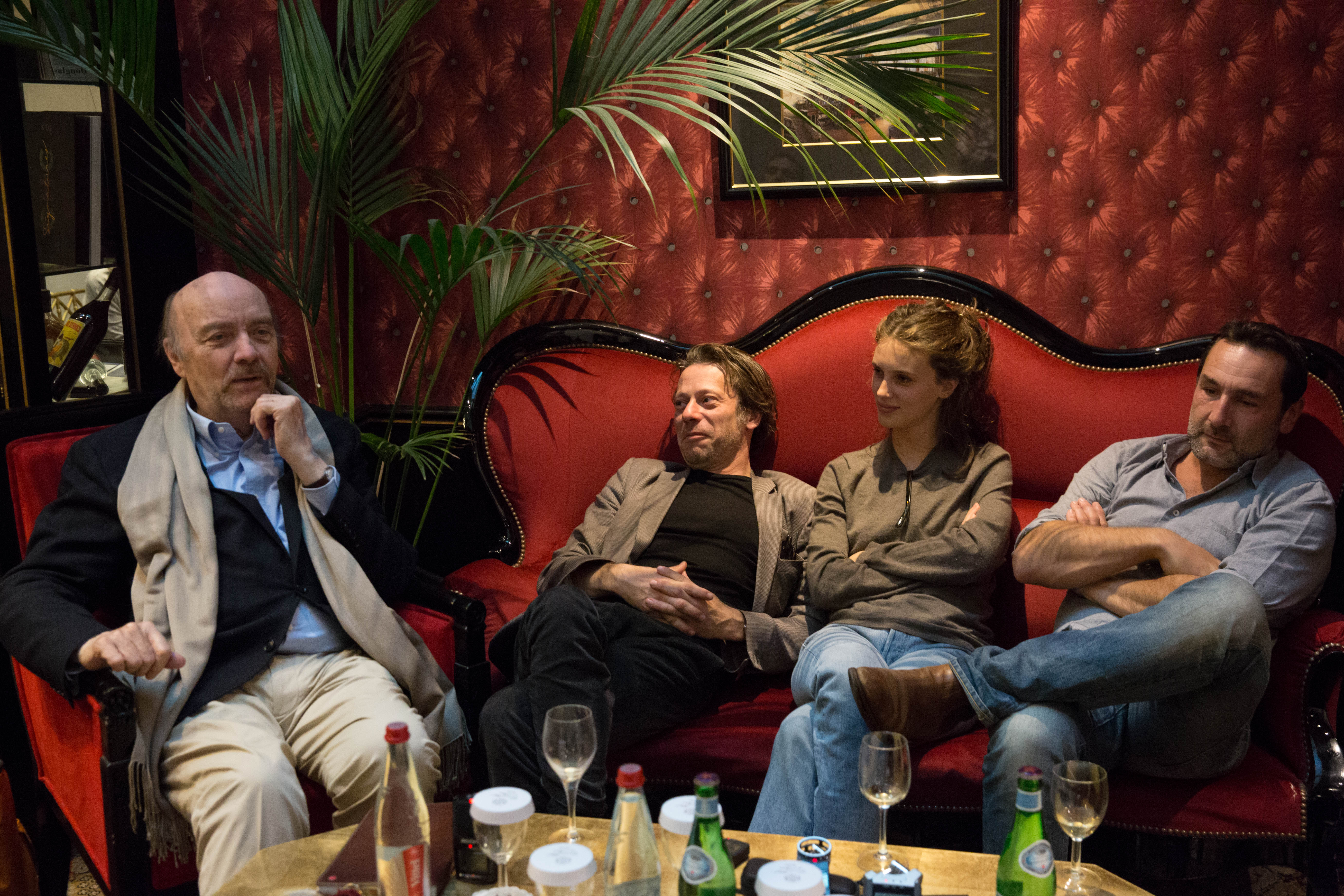
L'équipe du film à la conférence de presse organisée à Toulouse, en septembre 2015.

- Gilles Lellouche : Grégoire Piaggi
- Nicole Garcia : Suzanne Varenne
- Karin Viard : Florence Deffe
- Guillaume de Tonquédec : Jean-Michel Varenne
- André Dussollier : Pierre Cotteret
- Gemma Chan : Chen-Lin
- Jean-Marie Winling : Vouriot, le notaire
- Claude Perron : Fabienne
- Yves Jacques : Maître Ribain
- Catherine Chevallier : Madame Vouriot
- Morgan Niquet : le voiturier
- Mu-Ye Wu : le pianiste
- Olga Sokolow : Martine Varenne, la femme de Jean-Michel
- Noël Hamann : le docteur Varenne
- Timothé Vom Dorp : Hugo

## Autour du film
Le film a fait l'ouverture du 8e Festival du film francophone d'Angoulême, le 25 août 2015. L'acteur Jean-Hugues Anglade en était le président du jury avec notamment les actrices Marie Gillain et Irène Jacob ou encore le rappeur Orelsan comme membres du jury. Le réalisateur y était présent, entouré de Mathieu Amalric, Marine Vacth, Gilles Lellouche, Guillaume de Tonquédec et Claude Perron.
Le film a été tourné :
- en Indre-et-Loire, à Tours, à Parcay-Meslay. La scène du concert a été tournée dans la grange de la Ferme de Meslay, où se déroulent chaque année les Fêtes musicales en Touraine.
- en Loir-et-Cher; certaines scènes de rue ont été tournées à Blois et devant la cathédrale Saint-Louis, à Chambon-sur-Cisse, Seillac,  .
- à Liste de films tournés à Paris dans les 5e, 7e, 10e, 14e arrondissement
- dans l'Essonne, à Palaiseau, Évry
- dans les Yvelines, à Vélizy-Villacoublay
- dans le Puy-de-Dôme, à Clermont-Ferrand
- dans le Val-d'Oise, à Vienne-en-Arthies, Villers-en-Arthies, Maudétour-en-Vexin
- dans la Seine-et-Marne, à Moret-sur-Loing, Pontault-Combault, Collégien

## Box-office
Le film a fait 1 652 784 entrées en France.